# Género en los estudios de seguridad
El género en los estudios de seguridad es un subcampo de las relaciones internacionales y la política comparada. Los estudios de seguridad feministas y los estudios de seguridad queer han aportado una perspectiva de género que muestra que el estudio de las guerras, los conflictos y las instituciones implicadas en la toma de decisiones en materia de paz y seguridad no puede realizarse plenamente sin examinar el papel del género y la sexualidad. La exaltación de las cualidades masculinas ha creado una jerarquía de poder y género en la que se desprecia la feminidad. Las instituciones reflejan esta dinámica de poder, creando obstáculos sistémicos que impiden a las mujeres, consideradas menos capaces que los hombres, ocupar altos cargos. La teoría evolutiva y la sociología política permiten comprender cómo se crearon instituciones como el patriarcado y cómo se formaron las percepciones en torno a la seguridad nacional entre hombres y mujeres.
Para entender el género, hay que fijarse en cómo las jerarquías crean dinámicas de poder entre las cualidades masculinas y femeninas. Las creencias sociales en torno al género y su relación con la seguridad se remontan a la exaltación de las cualidades masculinas para esos puestos. Este favor ha permitido que se formen jerarquías de poder y de género en las que se desprecia la feminidad. Las instituciones reflejan esta dinámica de poder, creando obstáculos sistémicos que impiden a las mujeres, consideradas menos capaces que los hombres, ocupar altos cargos. Para obtener esos puestos, las mujeres han tenido que adoptar cualidades más masculinas. Sin embargo, se ha descubierto que las expectativas sociales sobre el género y su relación con la seguridad son erróneas y están llenas de prejuicios.
El género influye en los conflictos civiles a la hora de decidir quién está en la batalla y quién recibe ayuda. Los grupos buscan a las mujeres para luchar y también las utilizan como símbolos para el público. Sin embargo, las ideas en torno a la victimización y el género hacen que las agencias de protección pasen por alto a los hombres a la hora de prestar ayuda.
La comunidad internacional ha tomado medidas para reconocer y mejorar la participación de las mujeres en los sectores de la seguridad y la paz. El Consejo de Seguridad de las Naciones Unidas aprobó la Resolución 1325 para mejorar la participación de las mujeres. Sin embargo, se ha formado un fenómeno lateral en el que se mantiene a las mujeres en determinadas funciones del sector de la seguridad, mientras que las instituciones promueven la inclusión en todos los aspectos. Esto ha planteado la cuestión de si el objetivo debe ser incluir a más mujeres o reestructurar las instituciones existentes para que sean realmente neutrales en cuanto al género. Nepal ha conseguido mejorar la participación de las mujeres en sus sectores de la seguridad y la paz mediante el uso de organizaciones de la sociedad civil.

## Teoría evolutiva y biología
La teoría evolutiva se ha utilizado como medio para comprender el comportamiento de los géneros y cómo se ha estructurado la sociedad como consecuencia de ello. Cuando comenzaron a formarse los grupos, se establecieron jerarquías de dominación como forma de mantener la estabilidad dentro del grupo y garantizar su seguridad con grupos externos. La teoría evolutiva sostiene que esas jerarquías de dominación, cuyo objetivo es controlar a las mujeres y reforzar la violencia con otros hombres, han evolucionado hasta convertirse en el patriarcado actual, regulando la capacidad reproductiva de las mujeres y moldeando la inclinación de los hombres a utilizar la violencia a la hora de resolver disputas.
Cuando se vincula con la sociología política, la teoría evolutiva adquiere un nuevo significado al demostrar que quienes amenazan al patriarcado y a la nación son tratados con violencia. Esto explica por qué las feministas han sido recibidas con tanto antagonismo cuando intentan cambiar las estructuras sociales, ya que se interpreta como un desafío a los sistemas creados por los hombres y, por tanto, a la nación. Los efectos de las jerarquías de género también pueden verse en la relación entre países durante los conflictos. Los Estados proyectarán una imagen femenina de sus adversarios mientras promueven una percepción más masculina de sí mismos debido a las connotaciones de poder creadas a partir de la estructura opresiva.

## Sesgo de género en el sector de la seguridad
Laura Sjoberg señala cuestiones de la erudición feminista para decir que reconocer el papel de todos los géneros en los conflictos (como combatientes, víctimas de violencia sexual, soldados de estados aliados, periodistas, líderes militares, etc.) es importante, ya que puede mostrar cómo las ideas sociales sobre el género afectan al comportamiento e influyen en las acciones de las personas. Estudiosas feministas como Maya Eichler y Susan Willet explican que existen creencias esencialistas sobre la naturaleza femenina que hacen que las mujeres parezcan más adecuadas para determinados trabajos. Por ejemplo, las mujeres que trabajan en el mantenimiento de la paz son más utilizadas para ayudar a las comunidades y a las víctimas tras un conflicto, debido a las ideas de que las mujeres son cuidadoras y no violentas. Sin embargo, estas percepciones de género también hacen que las mujeres que trabajan en el mantenimiento de la paz se vean apartadas de las negociaciones en las que se toman decisiones con los líderes de los estados enfrentados.
Los prejuicios de género también aparecen en cómo se perciben los puestos. Históricamente, en la guerra, se pensaba que los soldados de los aviones eran menos masculinos debido a lo lejos que estaban del campo de batalla. Los aviones también se construyen pensando únicamente en el cuerpo masculino, lo que refuerza aún más las ideas tradicionalistas de que las mujeres son intrusas en el espacio militar.
Al analizar las percepciones públicas de la seguridad, Daniel Stevens y sus compañeros descubrieron que, contrariamente a lo que indican los estudios de opinión pública, hombres y mujeres elegían puntos relativamente similares cuando pensaban en lo que es importante en términos de seguridad. Aunque había algunas diferencias, ambos veían la "Seguridad física" como su principal preocupación. Además, los datos mostraron que los estereotipos según los cuales las mujeres temen más las amenazas a la seguridad eran incorrectos. Los hombres se mostraban más preocupados, mientras que las mujeres abordaban las situaciones con lógica y razonamiento.

## Género y conflicto internacional
Diversos estudios han examinado si el género de los líderes afecta al estallido de la guerra. Un estudio de 2015 sobre las características de los líderes y el estallido de guerras no halló una relación significativa entre el género de los líderes y el estallido de guerras. Un estudio de 2020 en Estudios de Seguridad, realizado por Madison Schramm y Alexandra Stark, halló que las mujeres líderes son más combativas en determinados contextos institucionales: "los efectos del género de un líder en la toma de decisiones de política exterior varían según el contexto social e institucional. Para ganar y mantener el estatus en los grupos de élite de la política, se incentiva a las líderes femeninas para que actúen en función del género señalando su dureza y competencia a través de la iniciación de conflictos". Un estudio publicado en 2020 en el Journal of Political Economy descubrió que "las ciudades europeas dirigidas por reinas se involucraban más en la guerra que las ciudades dirigidas por reyes. Mientras que las reinas solteras tenían más probabilidades de ser atacadas que los reyes solteros, las reinas casadas tenían más probabilidades de atacar que los reyes casados".
Un estudio de 2018 en el American Journal of Political Science descubrió que las mujeres han sido históricamente excluidas de los altos cargos en los ministerios de defensa, «en particular en los estados que están involucrados en disputas fatales, gobernados por dictadores militares y grandes gastadores militares». Un estudio de 2020 en International Organization descubrió que no era la democracia per se la que reduce las perspectivas de conflicto, sino si se garantizaba el sufragio femenino. Según el estudio, "las preferencias más pacíficas de las mujeres generan una paz democrática diádica (es decir, entre democracias), así como una paz monádica". Según un estudio de 2016, los datos de una encuesta realizada entre 1982 y 2013 indicaban que existían diferencias sistemáticas en las actitudes hacia el uso de la fuerza entre hombres y mujeres.
Según un estudio de 2020 de Joshua A. Schwartz y Christopher W. Blair, los estereotipos de género sobre los líderes conllevan costes de audiencia, ya que las mujeres líderes son castigadas más severamente por echarse atrás tras lanzar amenazas.

## Género y conflicto civil
Diversos estudios han examinado la relación entre el género y la violencia en las guerras civiles. Según Reed M. Wood, los grupos rebeldes reclutan combatientes femeninas porque son un recurso en el campo de batalla, además de servir como importante herramienta de propaganda para el público nacional e internacional. Un estudio de 2021 en International Organization descubrió que los ataques suicidas femeninos eran más letales en países con normas de género regresivas.  Un estudio de 2003 de Charli Carpenter en International Organization descubrió que los discursos en torno al género y el victimismo determinaban el comportamiento de las agencias de protección civil hacia las víctimas de la violencia de la guerra civil: aunque los hombres adultos eran los que corrían mayor riesgo de masacre en las guerras yugoslavas, las agencias de protección civil se centraban mayoritariamente en proteger a las mujeres y los niños. La investigación de Dara Kay Cohen ha explicado que la violación en las guerras civiles tiene su origen en razones estratégicas para impulsar la cohesión de los grupos militares.

## Prevención de conflictos mediante la inclusión de la perspectiva de género

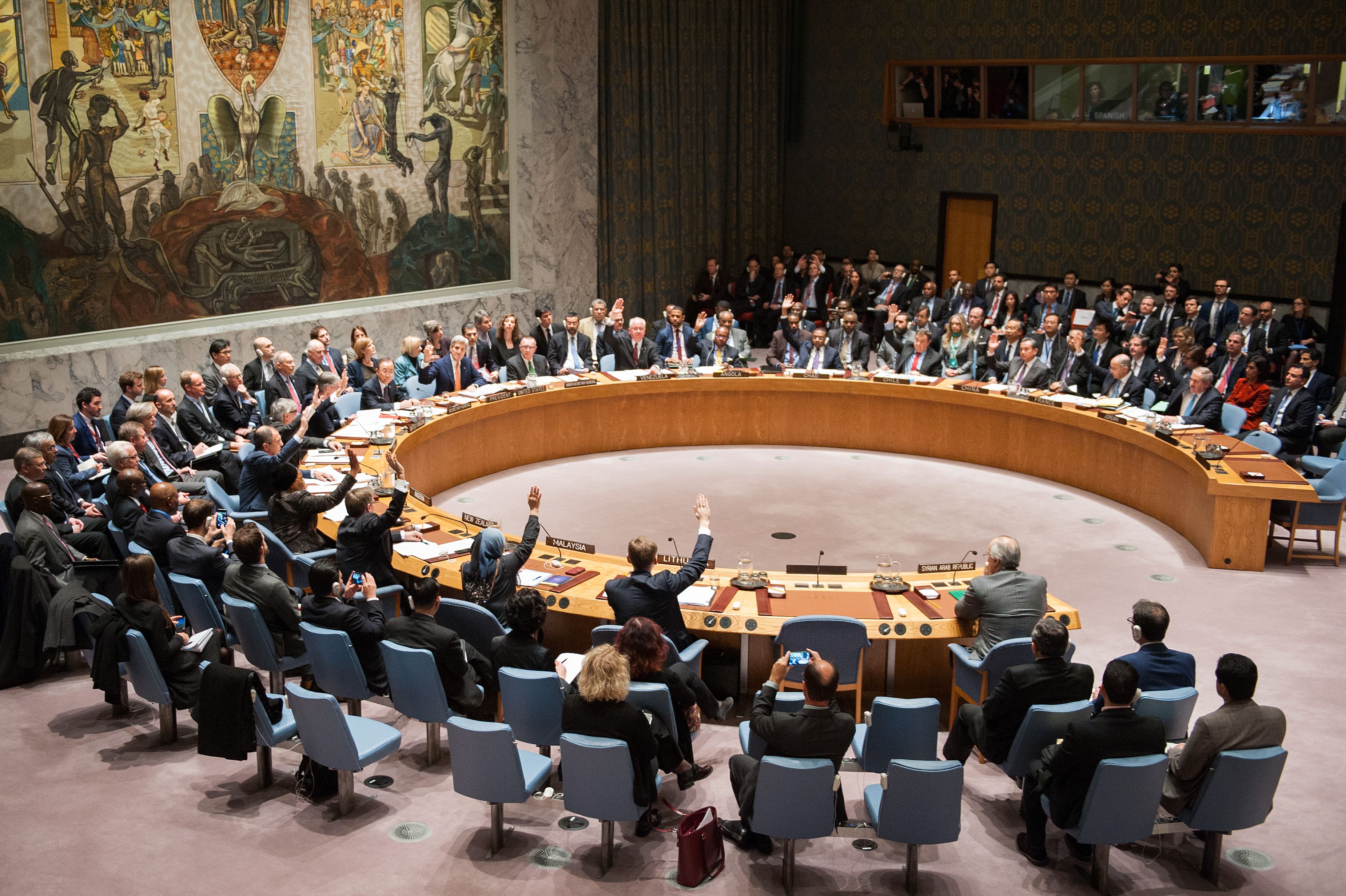
El Consejo de Seguridad de las Naciones Unidas votando en su reunión sobre Siria en 2015.

Un punto de inflexión en el reconocimiento de las cuestiones de género en el sector de la seguridad por parte de la comunidad internacional fue la aprobación de la Resolución 1325 del Consejo de Seguridad de la ONU en 2000. Esta resolución planteó la Agenda sobre Mujeres, Paz y Seguridad, que consta de cuatro puntos cuyo objetivo es aumentar la participación de las mujeres en el sector de la seguridad y la paz, al tiempo que se mejora el apoyo que las mujeres reciben de las instituciones, teniendo en cuenta sus necesidades en zonas de conflicto, puestos militares, funciones de mantenimiento de la paz, etc. En las dos décadas siguientes se aprobaron ocho resoluciones con ideas sobre cómo hacer avanzar la Agenda sobre Mujeres, Paz y Seguridad.

### Integración vs. exclusión (Mainstreaming vs. sidestreaming)
Vanessa Newby y Clotilde Sebag definen el sidestreaming como:

«...la práctica, deliberada o no, de marginar a las mujeres y relegarlas a espacios especializados en la paz y la seguridad internacionales mientras se intenta la integración de la perspectiva de género o una mayor integración de la perspectiva de género».
La RCSNU 1325 se centra en la integración de la perspectiva de género, ya que recomienda una mayor participación de las mujeres en el sector de la seguridad y la paz. Sin embargo, la percepción de que instituciones como los ejércitos nacionales son neutrales desde el punto de vista del género se ha confrontado con una perspectiva de género, lo que demuestra que existen factores sistémicos que dan lugar a una brecha de género en el sector de la seguridad. Newby explica que los países con un elevado número de mujeres en sus ejércitos envían más mujeres a zonas de posconflicto como fuerzas de mantenimiento de la paz; sin embargo, los ejércitos que cuentan con un menor porcentaje de mujeres en servicio no pueden enviar tantas, lo que crea una brecha de género. Hay múltiples factores que pueden impedir que las mujeres sirvan, además de los obstáculos legales, como las estrategias de reclutamiento que anuncian a las mujeres trabajos de asistencia o médicos en lugar de servicios relacionados con el combate y las creencias sociales sobre la maternidad y las capacidades de las mujeres.
Cuando se piensa en la forma más progresista de aplicar planes que conduzcan a la inclusión de la perspectiva de género, surgen dos corrientes de pensamiento. Las feministas liberales consideran que la inclusión de la perspectiva de género es una oportunidad para modificar los sistemas del pasado y crear instituciones más equitativas. Minna Lyytikäinen afirma que Nepal ha sido un país modelo en la aplicación de la agenda sobre las mujeres, la paz y la seguridad, ya que ha recurrido a organizaciones de la sociedad civil y a mujeres víctimas del conflicto para elaborar un Plan de Acción Nacional exhaustivo y eficaz. Sin embargo, las feministas antimilitaristas sostienen que la incorporación de mujeres a dichas instituciones no cambiará sus estructuras masculinas hegemónicas fundamentales.